# Прорыв (сериал, 2025)
«Прорыв» (швед. Genombrottet) — шведский четырёхсерийный мини-сериал 2025 года, посвящённый расследованию двойного убийства, произошедшего в 2004 году и раскрытого лишь в 2020 году благодаря методам судебной генеалогии. Имена жертв и участников расследования в фильме изменены. В основе сценария лежит книга Анны Бодин и Петера Шёлунда в жанре нонфикшен «Прорыв: как специалист по генеалогии раскрыл двойное убийство в Линчёпинге».
В названии книги и фильма есть игра слов: по-шведски genombrottet это существительное «прорыв» (приставка genom- и корень brott), однако его можно воспринять и как состоящее из слов genom «геном» и brott «преступление».
Фильм снимался непосредственно в Линчёпинге, где произошло убийство.
Сериал выпущен на Netflix 7 января 2025 года.

## Сюжет
В 2004 году в шведском городке Линчёпинг происходит двойное убийство: по дороге в школу убит маленький мальчик и оказавшаяся на месте преступления пожилая женщина. Расследование начинает вести следователь Йон, который проводит все необходимые следственные действия, однако вычислить и поймать убийцу так и не получается. Расследование становится самым масштабным в Швеции после дела об убийстве Улофа Пальме в 1986 году.
Одержимый расследованием Йон спустя 16 лет обращается за помощью к генетику, который утверждает, что при наличии образца ДНК убийцы он сможет установить его личность…

## В ролях
| Актёр             | Роль                  |
| ----------------- | --------------------- |
| Питер Эггерс      | Йон следователь       |
| Маттиас Нордквист | Пер генетик           |
| Анника Халлин     | Карин свидетельница   |
| Макс Нилен        | Мартен тренер         |
| Юлия Спорре       | Стина журналистка     |
| Пер Бурель        | Челль муж Гуниллы     |
| Хелен Аль-Джанаби | Элена мать Аднана     |
| Бахадор Фолади    | Саад отец Аднана      |
| Эмели Фальк       | Анна жена Йона        |
| Фабиан Пенье      | Генри сын Йона        |
| Джессика Лидберг  | Фрэнси помощница Йона |
| Карин де Фрумерье | Лолло помощница Йона  |
| Юнатан Родригес   | начальник Йона        |
| Юлиус Флейшадерль | Анте                  |
| Лукас Гримстедт   | Давид                 |

## Список серий
| Серия | Краткое содержание | Дата премьеры |
| ----- | --- | ------------- |
| 1     | Октябрь 2004 года. Утром на безлюдной улице убит маленький мальчик Аднан из семьи эмигрантов, который спешил в школу, а также пожилая женщина Гунилла, оказавшаяся рядом. Убийца, действовавший при помощи ножа, скрылся. Расследование начинает вести следователь Йон, чья жена должна на днях родить ребёнка. Несмотря на данное жене обещание проводить с ней в эти дни больше времени, он полностью погружается в следственные действия. Единственная свидетельница, проезжавшая на велосипеде мимо места преступления и видевшая убийцу, не может вспомнить его лицо, другие зацепки также не выводят на след. Параллельно показан молодой человек по имени Анте: он играет в футбол, но обладает неуравновешенным характером и со временем бросает игру. | 7 января 2025 |
| 2     | Время идёт, но поиски убийцы не приносят результата. Свидетельница вспоминает лицо убийцы, но составленный при её помощи фоторобот слишком общий, чтобы найти конкретного человека. Йон днём и ночью занят расследование, его жена после родов чувствует себя одинокой и в результате уходит от него. На призыв сдать образцы ДНК откликаются тысячи жителей города, но и это не приносит результата. Тренер Анте, о чём-то догадываясь, спрашивает у него, почему он не стал сдавать свой образец, однако Анте прогоняет его. Проходит 16 лет. Йон по-прежнему одержим расследованием, хотя его руководство предлагает квалифицировать преступление как нераскрытое. В 2020 году Йон случайно слышит об участии генетиков в нахождении «убийцы из Золотого штата», после чего обращается к генетику Перу Скогквисту за помощью. | 7 января 2025 |
| 3     | Йону удаётся уговорить руководство нанять Пера для генетического расследования на несколько дней, пока дело не переквалифицировано в нераскрытое. Пер начинает работу, но обнаруживает, что имеющийся образец ДНК очень неполон. Он находит несколько совпадений в гееналогических базах данных, но видит непонимание Йона, который хочет действовать очень быстро и делает преждевременные выводы. Пер отказывается работать. Тогда Йон добивается того, чтобы из крови на шапке убийцы снова выделили ДНК и сделали новый анализ. Второй образец получается более качественным, Пер продолжает работу и со временем сужает поиски предков убийцу до определённого района Швеции. При помощи архивных данных он составляет родословную предполагаемых предков убийцы, однако работа продвигается медленно. Тем временем журналистка, давно знакомая с делом, узнаёт об участии генетика в расследовании и грозит написать об этом материал, поскольку полиции запрещено использовать данные из открытых генеалогичеких баз. | 7 января 2025 |
| 4     | Пер близок к разгадке, но для окончательного вывода ему не хватает образцов ДНК, и он просит сделать генетический тест всех, с кем встречается, в том числе журналистку. Тренер футбольной команды приходит в полицию и делится своими подозрениями про Анте, который в своё время отказался сдавать образец ДНК для базы. Того арестовывают, но его ДНК не соответствует ДНК убийцы. Внезапно в новых образцах Пер находит очень близкое совпадение: наиболее вероятными кандидатами оказываются два двоюродных брата журналистки. Полиция арестовывает одного из братьев, ведущего замкнутый образ жизни. Его ДНК соответствует ДНК убийцы. Он даёт признательные показания, отмечая, что голоса в голове приказали ему убить двух людей. Йон и Пер встречаются с родственниками жертв, Пер получает от журналистки предожение написать книгу о его участии в расследовании. | 7 января 2025 |

## Реакция
Телесериал получил в основном положительные оценки. Обозреватель The Guardian отметил его линейный характер и строгую последовательность изложения событий". Более сдержанно фильм оценили в рецензии The Times, указав на отсутствие большой художественности. Максим Ершов (Film.ru) назвал фильм «сентиментальной детективной драмой», оценив её на 7 баллов из 10. По мнению критика, «сериал никак не назвать оригинальным», но, «несмотря на вторичность, создателям удаётся заставить зрителей проникнуться трагедией родственников жертв и настырного честного следователя»: в итоге «Прорыв», «может быть, не впечатляет как детектив в чистом виде, зато удачно смотрится как психологическая драма об утрате и об одержимости поисками правды».